# تاريخ روسيا (1892-1917)
تاريخ روسيا (1892-1917) تحت قيادة القيصر نيكولاس الثاني (الذي حكم بين عامي 1894 و 1917)، تحولت روسيا شيئًا فشيئًا إلى دولة صناعية، قامعة في سبيل ذلك المعارضين السياسيين المنتمين إلى الوسط وإلى اليسار المتطرف. خلال تسعينيات القرن التاسع عشر، أدى التطور الصناعي إلى زيادة كبيرة في حجم الشريحة الوسطى المدنية والطبقة العاملة، ما أتاح الفرصة لظهور مناخ سياسي أكثر ديناميكية ونشوء أحزاب متطرفة. بسبب امتلاك الدولة والأجانب معظم الصناعات الروسية، كانت الطبقة العاملة الروسية أكثر قوة والبرجوازية أضعف في روسيا مقارنة مع الغرب.

## نبذة
كانت الطبقة العاملة وطبقة الفلاحين أول من أسس الأحزاب السياسية في روسيا، ذلك لأن طبقة النبلاء والبرجوازيين الأثرياء لم يكونوا عنيفين. خلال تسعينيات القرن التاسع عشر والعقد الأول من القرن العشرين، أدت ظروف المعيشة والعمل الصعبة والضرائب المرتفعة والمجاعات المنتشرة إلى توفير بيئة مناسبة لإضرابات متكررة بشكل متزايد ومشاكل في الأرياف. دفعت هذه النشاطات بالفئة البرجوازية من الطبقات النبيلة المختلفة في الإمبراطورية الروسية إلى تشكيل مجموعة من الأحزاب السياسية المختلفة، الليبرالية منها والمحافظة. بحلول عام 1914، كان 40% من العمال الروس موظفين في المعامل الحاوية على 1000 عامل أو أكثر (بينما كانت القيمة 32% عام 1901). عمل 42% في أماكن عمل مكونة من 100 إلى 1000 عامل، بينما عمل 18% فقط في مشاريع عمل تحوي أقل من 100 عامل (في عام 1914، كانت هذه القيم في الولايات المتحدة هي 18% و 47% و 35% على الترتيب).
من الناحية السياسية، نظمت القوى المعارضة نفسها في أحزاب متنافسة. شكلت العناصر الليبرالية ضمن الرأسماليين والنبلاء الصناعيين -والتي آمنت بإصلاح اجتماعي سلمي ونظام حكم ملكي دستوري- الحزب الديمقراطي الدستوري عام 1905، بينما كان للمجموعات المتطرفة أحزابها الخاصة. ثار عمال المدن الكبرى عام 1905 في خضم حركات إضراب وعصيان منتشرة. كان القيصر قادرًا بالكاد على السيطرة على الوضع، وتعهد بإنشاء برلمان انتخابي (مجلس الدوما الروسي) وتنحت الثورة جانبًا. لكن القيصر حل الدوما فيما بعد عام 1906. اتجه القيصر فيما بعد إلى بيوتر ستوليبين (رئيس الوزراء بين عامي 1906 و 1911) من أجل إصلاح الاقتصاد الروسي الضخم الذي كان يعيش حالة كساد.
تركزت السياسة الخارجية لنيكولاس الثاني على التحالف مع فرنسا، وتضمنت تدخلًا متزايدًا في شؤون البلقان. تقمصت روسيا دور المدافع عن حقوق المسيحيين الأرثوذكس، خصوصًا أولئك الموجودين في صربيا. أدت الجهود الرامية إلى توسيع نطاق السلطة الروسية في الشرق الأقصى إلى حرب قصيرة مع اليابان بين عامي 1904 و 1905، والتي انتهت بهزيمة مذلة لسان بطرسبرغ. تهور الروس في الدخول في حرب واسعة النطاق هي الحرب العالمية الأولى عام 1914 دون أخذ المخاطر بعين الاعتبار. باستثناء بعض النقاط الإيجابية القليلة، أثبتت الحكومة عدم كفاءتها وتلقى الجيش الإمبراطوري الروسي خسائر ثقيلة. في النهاية، تمكنت العناصر الليبرالية في الدولة من الإطاحة بالقيصر والنظام القيصري بالكامل في أوائل عام 1917 في حين كان الراديكاليون مثل فلاديمير لينين ينتظرون فرصتهم للسيطرة على السلطة، معتمدين في نشاطاتهم على المجالس العمالية في المصانع وفي الجيش.

## الضعف القاتل لنظام القيصر
كشفت بداية الحرب العالمية الأولى عن ضعف حكومة القيصر نيكولاس الثاني. في بداية الحرب رافق دخول روسيا في الحرب العالمية طابع من الوحدة الوطنية، إذ كان النداء الشعبي الأهم هو حماية الصرب السلافيين في البلقان. في صيف عام 1914، عبرت المجالس المحلية ومجلس الدوما عن دعمها الكامل للجهود الحربية التي تبذلها الحكومة. كانت حملة التجنيد سلمية وجيدة التنظيم في بدايتها، كما أظهرت المرحلة الباكرة من التمهيد العسكري الروسي أن الحكومة تعلمت درسها من الإخفاقات في الحرب الروسية اليابانية. لكن الانتكاسات العسكرية وعجز الحكومة أثارت حفيظة معظم السكان بعد فترة قريبة.
حرمت السيطرة الألمانية على بحر البلطيق والسيطرة الألمانية العثمانية على البحر الأسود الإمبراطوريةَ الروسية من معظم وارداتها الأجنبية والأسواق المحتملة لتصريف بضائعها. بالإضافة إلى ذلك، أدت تحضيرات الحرب الروسية غير الكافية والسياسات الاقتصادية الفاشلة إلى إلحاق الضرر بالبلاد من النواحي المالية واللوجستية والعسكرية، كما أصبح التضخم الاقتصادي مشكلة كبيرة. بسبب عدم كفاية الدعم المادي للعمليات العسكرية، تشكلت اللجان الصناعية الحربية من أجل ضمان وصول الإمدادات الكافية إلى الجبهة. لكن الكثير من ضباط الجيش اختلفوا مع القادة المدنيين، وسيطروا على السلطة الإدارية لمناطق الجبهات ورفضوا التعاون مع اللجنة. لم تثق الحكومة المركزية بالنشاطات المستقلة الداعمة للحرب، والتي نظمتها المجالس المحلية ومجالس المدن. اختلف مجلس الدوما مع البيروقراطية الحربية للحكومة، كما شكل الممثلون الوسطيون والمنتمون إلى اليسار المعتدل كتلة تقدمية هادفة إلى تشكيل حكومة دستورية بالفعل.
بعد الإخفاقات العسكرية الروسية في عام 1915، انتقل القيصر نيكولاس الثاني إلى الجبهة من أجل استلام السلطة الفعلية للجيش، تاركًا خلفه زوجته أليكساندرا المولودة في ألمانيا، بالإضافة إلى الحكومة ومجلس الدوما.
في الوقت الذي أعاقت فيه المكائد السياسية عمل الحكومة المركزية، بدأت ضغوط الحرب تتسبب بالغضب الشعبي. منذ عام 1915، سببت أسعار الطعام الباهظة وأزمات الوقود موجات إضراب في بعض المدن. استخدم العمال -الذين ربحوا حق التمثيل في أجزاء من اللجان الصناعية الحربية- هذه اللجان كأدوات للمعارضة السياسية. أصبح الريف مضطربًا وخرج بالتدريج عن سلطة الحكومة، كما ازداد العصيان بين الجنود، خصوصًا أولئك المجندين حديثًا من الفلاحين، والذين واجهوا إمكانية استخدامهم كأكباش محرقة في سياق الخطط الحربية عديمة الكفاءة.
استمر الوضع بالتدهور شيئًا فشيئًا. أدى الخلاف المستمر بين القيصر ومجلس الدوما إلى إضعاف كل من طرفي الحكومة وزيادة وضوح هذا الفشل. في أوائل عام 1917، سببت الخطوط العسكرية المتداعية نقصًا حادًا في الطعام والوقود، ما أدى إلى مزيد من أعمال الشغب والإضرابات. استدعت السلطات قوات الجيش للمساعدة في قمع الاحتجاجات في بيتروغراد (وهو الاسم الذي أُطلق على سان بطرسبرغ منذ سبتمبر عام 1914 بهدف إضفاء طابع روسي على الاسم ألماني الأصل).
في عام 1905، أطلقت قوات الجيش النار على المحتجين منقذة بذلك الحكم الملكي، لكن الوضع كان مختلفًا عام 1917 ، إذ سلم الجنود أسلحتهم للحشود الغاضبة. هكذا بكل بساطة اختفى الدعم الشعبي لحكم القيصر في عام 1917، ما أدى إلى انتهاء حكم سلالة رومانوف الذي دام ثلاثة قرون.